# Screamer Radio
Screamer Radio je brezplačni predvajalnik in klient za internetni radio z možnostjo snemanja za operacijski sistem MS Windows. Lahko predvaja prenose WMA, MP3, Ogg Vorbis ali AAC, ter jih lahko pretvori v več formatov. Lahko tudi prejema značke formata metapodatkov ID3 z internetnega radijskega strežnika, da lahko prikaže ime in izvajalca trenutnega posnetka. Te informacije se lahko uuporabijo pri snemanju, naslov in izvajalec pa sta potem dodana v ime datoteke.
Program je predstavilo več priznanih računalniških revij, npr. nemški PC Welt in švedski Allt Om PC. Distribuira se prek interneta v dveh različicah: z nastavitvenim programom in prenosno. Program ne podpira več starejših različic MS Windows, kot so Windows 9x ali Me. Uporablja ga že nekaj deset tisoč uporabnikov.